# Pierre Guffroy
Pierre Guffroy (Paris, 22 de abril de 1926 — 27 de setembro de 2010) é um diretor de arte francês. Venceu o Oscar de melhor direção de arte na edição de 1980 por Tess, ao lado de Jack Stephens.